# École libérale française
Pour un article plus général, voir Libéralisme en France.
L'école libérale française aussi appelée école économique classique française ou école française d'économie politique libérale est une école de pensée économique et politique fondée au XIXe siècle en France. Les idées de l'école française ont été diffusées dans le Journal des économistes.

## Histoire
L'école libérale française est l'héritière des physiocrates comme Turgot et Condillac. Ses fondateurs sont Destutt de Tracy et Jean-Baptiste Say. Puis vers le milieu du XIXe siècle les idées libérales en France sont portées par un groupe connu sous le nom d'« ultras du laissez-faire » notamment composé de Michel Chevalier, Jean-Gustave Courcelle-Seneuil et Gustave de Molinari. En 1842 les disciples de Say fondent la Société d'économie politique. Frédéric Bastiat est proche de l'école française.

## Théories
L'école du libéralisme considère que la libération des échanges est le meilleur garant de la paix et de l'internationalisation. L'idée est aussi qui le développement des échanges créé des liens d'interdépendance entre les nations.

## Influence
Les économistes de l'école française par leur théorie de l'offre, leur conception subjective de la valeur et leur théorie de l'entrepreneur sont des précurseurs de l'école autrichienne d'économie,. D'après Murray Rothbard, la compréhension du fait que la valeur était créée par l'échange volontaire « a conduit Bastiat et l'école française à mettre l'accent sur la façon dont le marché libre mène à une organisation harmonieuse et lisse de l'économie ».